# Hug de Lincoln
Hug de Lincoln o Hug d'Avalon o Hug de Borgonya (Avalon, Delfinat, 1135/1140 - Londres, 16 de novembre de 1200) va ser un bisbe de Lincoln (Anglaterra), venerat com a sant des de 1220. Als temps de la Reforma protestant era el sant anglès més conegut després de Tomàs Becket.

## Vida

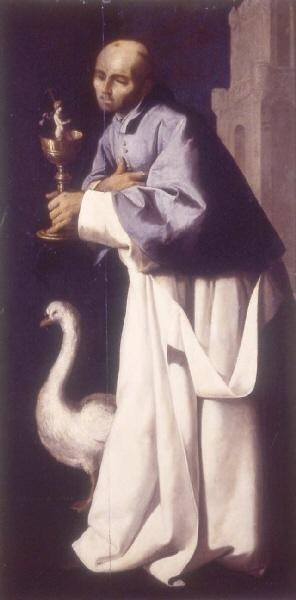
Pintura de Francisco de Zurbarán, ca. 1630.

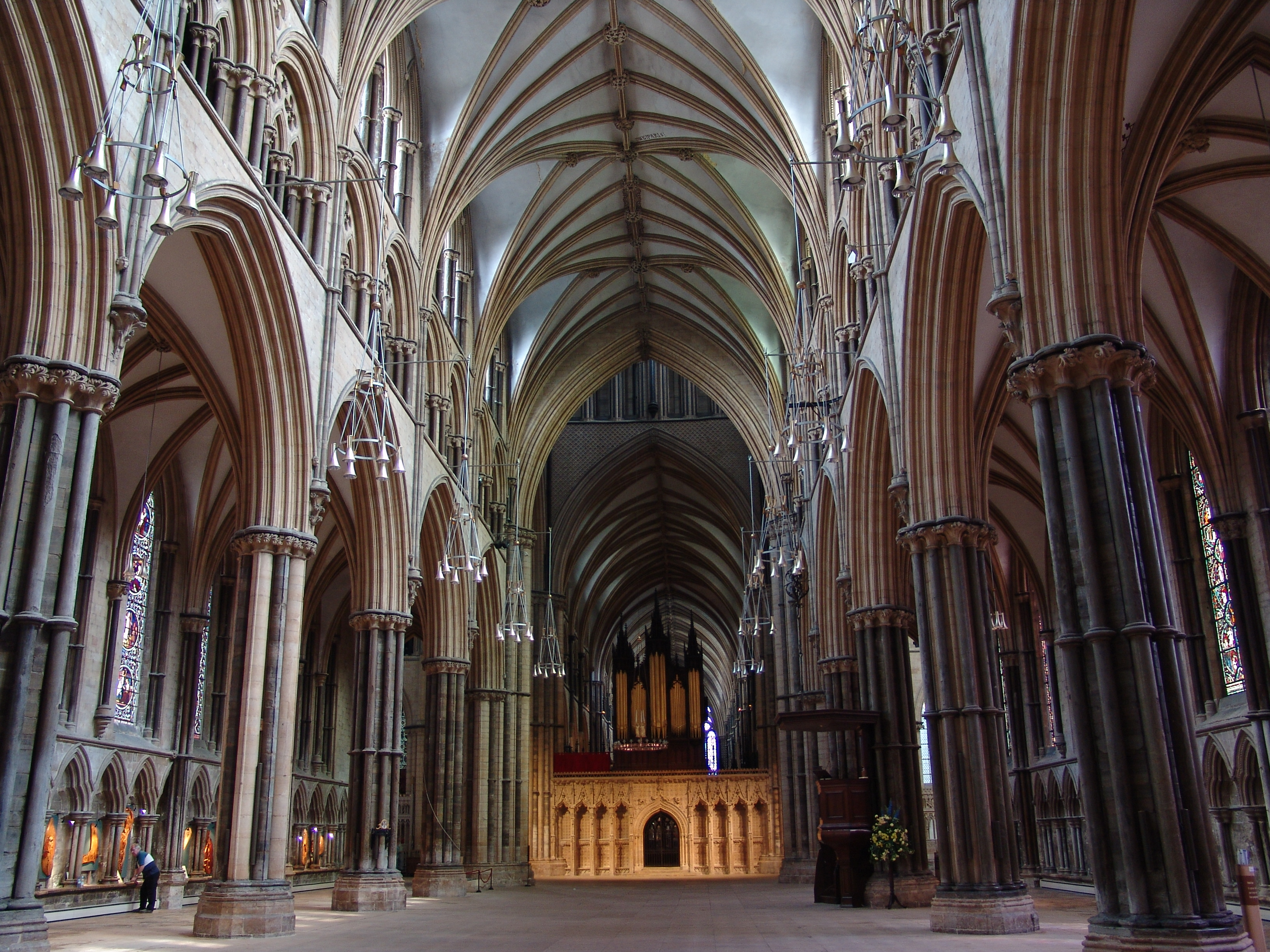
Catedral de Lincoln, on va haver-hi la tomba del sant.

Hug havia nascut al castell d'Avalon (Isèra), a la frontera del Delfinat amb la Savoia; era fill de Guillem, senyor del lloc, i d'Anna, que va morir quan Hug tenia vuit anys. El seu para es va retirar llavors al proper priorat de Villard Benoît, prop de Grenoble, prenent el seu fill amb ell.
Hug va continuar la carrera eclesiàstica i va ser diaca als dinou anys. Cap al 1159 va ser enviat al monestir de Saint-Maxim per ésser-ne prior; després entrà a la Gran Cartoixa, coneguda per l'austeritat de la seva regla. Hi va ser procurador fins que en 1179 va ser enviat a la cartoixa de Witham (Somerset), la primera cartoixa anglesa, que havia estat fundada feia poc per Enric II d'Anglaterra, com a part de la seva penitència per la mort de Tomàs Becket. Els edificis del monestir, però, encara no s'havien acabat i les obres estaven aturades.
Hug trobà els monjos en males condicions, vivint en cabanes i sense perspectives de poder viure en l'edifici del monestir. Hug va intercedir al rei perquè ajudés a continuar la fundació, i Enric, el 1182, va fer una donació. La nova cartoixa va ser acabada el 1186 i va esdevenir un monestir molt visitat. Tot i això, Hug va mostrar-se crític amb el rei perquè mantenia vacants les diòcesis on el bisbe havia mort, per tal de poder, mentrestant, recaptar-ne els beneficis i tributs, que anaven a parar a la cancelleria reial.
El maig de 1186, Enric va assistir a un concili de bisbes i barons per tal de resoldre aquestes vacants. Hug va ser elegit el 25 de maig per a la seu de Lincoln), essent consagrat el 21 de setembre següent a l'Abadia de Westminster. Gairebé immediatament, va manifestar la seva independència del rei, tot excomunicant un funcionari reial i refusant alguns dels nomenaments que Enric volia fer per al capítol de la seu de Lincoln. El seu tacte i diplomàcia van fer minvar la ira inicial del rei.
La seva tasca com a bisbe va ser exemplar: va visitar els diferents llocs de la diòcesi, va destacar per la seva caritat i el seu comportament, i va fer que l'escola catedralícia fos reconeguda per la qualitat de la seva educació. Va protegir els jueus, amb una gran comunitat a Lincoln, de les persecucions del començament del regnat de Ricard I d'Anglaterra.
Va reedificar la catedral, danyada en un terratrèmol el 1185, introduint a Anglaterra l'estil gòtic; només va viure per a veure començat el cor. També va fer ampliar l'església de Saint Mary Magdalen d'Oxford.
Va fer algunes missions diplomàtiques a França, representant Ricard I i Joan I d'Anglaterra el 1199. El viatge va afectar la seva salut. Després de consagrar l'església de Saint Giles a Oxford, el 1200, va assistir a un concili nacional a Londres, on va morir el 16 de novembre de 1200.

## Veneració
Va ser canonitzat per Honori III el 17 de febrer de 1220. Se sol representar amb un cigne blanc, per la llegenda que un cigne de Stowe va convertir-se en l'animal que l'acompanyava arreu, fins i tot vigilant mentre ell dormia. La seva vita va ser escrita per un capellà de Lincoln, el manuscrit del qual es troba a la Bodleian Library d'Oxford.